# Корбер Абер
Корбер Абер (фр. Corbère-Abères) насеље је и општина у југозападној Француској у региону Аквитанија, у департману Атлантски Пиринеји која припада префектури По.
По подацима из 2011. године у општини је живело 108 становника, а густина насељености је износила 15,25 становника/km². Општина се простире на површини од 7,08 km². Налази се на средњој надморској висини од 197 метара (максималној 306 m, а минималној 171 m).

## Демографија
| 1962. | 1968. | 1975. | 1982. | 1990. | 1999. | 2011. |
| ----- | ----- | ----- | ----- | ----- | ----- | ----- |
| 120   | 99    | 91    | 80    | 85    | 75    | 108   |

График промене броја становника у току последњих година